# Eupetersia
Eupetersia is een geslacht van vliesvleugelige insecten van de familie Halictidae.

## Soorten
- E. angavokely Pauly & Brooks, 2001
- E. arnoldi Blüthgen, 1928
- E. atra Pauly & Brooks, 2001
- E. atrocoerulea Pauly & Brooks, 2001
- E. bequaerti (Meyer, 1926)
- E. clypeata Benoist, 1950
- E. coerulea Blüthgen, 1928
- E. constricta (Benoist, 1962)
- E. emini Blüthgen, 1928
- E. guillarmodi Michener, 1978
- E. lasurea (Friese, 1910)
- E. lettowvorbecki Blüthgen, 1928
- E. macrocephala Pauly, 1981
- E. mandibulata Benoist, 1950
- E. neavei Blüthgen, 1928
- E. paradoxa Blüthgen, 1928
- E. picea Blüthgen, 1936
- E. plumosa Pauly, 1981
- E. reticulata (Benoist, 1962)
- E. robusta Benoist, 1950
- E. ruficauda Pauly, 1981
- E. ruficrus Blüthgen, 1936

- E. rufipes Pauly, 1981
- E. sakalava Blüthgen, 1936
- E. scotti (Cockerell, 1912)
- E. seyrigi Pauly & Brooks, 2001
- E. similis Benoist, 1950
- E. subcoerulea Pauly, 1981
- E. violacea Pauly, 1981
- E. wissmanni Blüthgen, 1928